# Annie Winquist
Annie Winquist (ur. 2 czerwca 1993) – norweska narciarka alpejska, dwukrotna medalistka mistrzostw świata juniorów.

## Kariera
Po raz pierwszy na arenie międzynarodowej Annie Winquist pojawiła się 22 listopada 2008 roku w Geilo, gdzie w zawodach FIS Race nie ukończyła drugiego przejazdu slalomu. W 2010 roku wystartowała na mistrzostwach świata juniorów w Mont Blanc, zajmując 32. miejsce w tej samej konkurencji. Jeszcze trzykrotnie startowała na imprezach tego cyklu, największy sukces osiągając podczas mistrzostw świata juniorów w Roccaraso w 2012 roku, gdzie zdobyła dwa medale. Najpierw zwyciężyła w supergigancie, wyprzedzając bezpośrednio Joane Hählen ze Szwajcarii oraz swą rodaczkę, Ragnhild Mowinckel. Parę dni później zajęła drugie miejsce w kombinacji, rozdzielając na podium Mowinckel i Corinne Suter ze Szwajcarii.
W zawodach Pucharu Świata zadebiutowała 15 marca 2012 roku w Schladming, gdzie zajęła 24. miejsce w supergigancie. Tym samym już w swoim debiucie zdobyła pierwsze pucharowe punkty. W klasyfikacji generalnej sezonu 2011/2012 zajęła ostatecznie 111. miejsce. Nie brała udziału w mistrzostwach świata ani igrzyskach olimpijskich.

## Osiągnięcia

### Mistrzostwa świata juniorów
| Miejsce | Dzień     | Rok  | Miejscowość       | Konkurencja | Czas biegu  | Strata     | Zwyciężczyni         |
| ------- | --------- | ---- | ----------------- | ----------- | ----------- | ---------- | -------------------- |
| 32.     | 1 lutego  | 2010 | Region Mont Blanc | Slalom      | 1:34,47 min | +6,64 s    | Christina Geiger     |
| 16.     | 2 lutego  | 2011 | Crans-Montana     | Gigant      | 2:28,27 min | +5,33 s    | Sara Hector          |
| DNF2    | 3 lutego  | 2011 | Crans-Montana     | Slalom      | 1:40,32 min | -          | Jessica Depauli      |
| 11.     | 1 marca   | 2012 | Roccaraso         | Slalom      | 1:42,69 min | +3,71 s    | Stephanie Brunner    |
| 13.     | 3 marca   | 2012 | Roccaraso         | Gigant      | 2:45,02 min | +1,59 s    | Ragnhild Mowinckel   |
| 1.      | 5 marca   | 2012 | Roccaraso         | Supergigant | 1:06,99 min | -          | -                    |
| 2.      | 8 marca   | 2012 | Roccaraso         | Kombinacja  | 11,66 pkt   | +19,34 pkt | Ragnhild Mowinckel   |
| DNF2    | 21 lutego | 2013 | Québec            | Slalom      | 1:52,10 min | -          | Magdalena Fjällström |
| 28.     | 22 lutego | 2013 | Québec            | Gigant      | 2:22,23 min | +3,00 s    | Lisa-Maria Zeller    |
| 23.     | 24 lutego | 2013 | Québec            | Supergigant | 1:00,89 min | +1,95 s    | Stephanie Venier     |
| 21.     | 26 lutego | 2013 | Québec            | Zjazd       | 1:11,18 min | +1,48 s    | Jennifer Piot        |

### Puchar Świata

#### Miejsca w klasyfikacji generalnej
- sezon 2011/2012: 111.

#### Miejsca na podium w zawodach
Winquist nie stawała na podium zawodów PŚ.